# Pascal de Wilde
Pascal de Wilde (Bruges, 1º maggio 1965) è un ex calciatore belga, di ruolo attaccante.

## Palmarès

### Competizioni nazionali
- Campionato belga: 1

Malines: 1988-1989
- Coppa del Belgio: 1

Malines: 1986-1987

### Competizioni internazionali
- Coppa delle Coppe: 1

Malines: 1987-1988
- Supercoppa UEFA: 1

Malines: 1988